# Rio Cangrejal
Cangrejal é um rio que atravessa o território de Honduras, na América Central.